# 칼라드카펫상어과
칼라드카펫상어과(Parascylliidae)는 수염상어목에 속하는 상어 과이다. 2속 8종으로 이루어져 있다. 서태평양의 얕은 바다에서 발견된다. 비교적 작은 상어로 가장 큰 종이 몸길이가 91cm 이상 되지 않는다. 몸은 가늘고 길며, 고양이를 닮은 눈과 턱 뒤에 수염을 갖고 있다. 먹이는 작은 물고기와 무척추동물이다.

## 하위 분류
- Cirrhoscyllium H. M. Smith & Radcliffe, 1913
  - C. expolitum H. M. Smith & Radcliffe, 1913
  - C. formosanum Teng, 1959
  - C. japonicum Kamohara, 1943
- Parascyllium T. N. Gill, 1862
  - P. collare E. P. Ramsay & Ogilby, 1888
  - P. elongatum Last & Stevens, 2008
  - P. ferrugineum McCulloch, 1911
  - P. sparsimaculatum T. Goto & Last, 2002
  - P. variolatum (A. H. A. Duméril, 1853)